# Mangawhero (rivière)
La rivière Mangawhero  (en anglais : Mangawhero River) est un cours d’eau de la région de Manawatu-Wanganui dans l’Île du Nord de la Nouvelle-Zélande.

## Géographie
Elle draine les pentes sud-ouest du Mont Ruapehu et  passe à travers la ville d’Ohakune avant de se déverser dans le fleuve  Whangaehu vers le sud-ouest de  la ville de Mangamahu.
Le 8 septembre 1979 , plus de 17 000 litres d’huile bouillante furent déversées dans la rivière à partir de la  station de ski de Turoa (en) .

## Liens Externes
- Department of Conservation - short walks in the area of the river

- New Zealand Gazetteer